# Triphosphorsäure
Triphosphorsäure ist eine anorganische chemische Verbindung aus der Gruppe der Polyphosphorsäuren. Von ihr leiten sich die Triphosphate ab. Neben dieser kettenförmigen Triphosphorsäure (genauer catena-Triphosphorsäure) ist auch eine cyclische Form (cyclo-Triphosphorsäure oder auch Trimetaphosphorsäure) bekannt, die aber eine andere Summenformel besitzt.

## Vorkommen
Triphosphorsäurederivate wie Adenosintriphosphorsäure spielen im Stoffwechsel eine wichtige Rolle.

## Eigenschaften
Triphosphorsäure ist in kristalliner Form nicht bekannt. Die durch thermische Entwässerung von Phosphorsäure oder durch Erhitzen von Phosphorpentoxid mit Phosphorsäure erhältliche Flüssigkeit mit dieser Zusammensetzung ist eine Gleichgewichtsmischung aus H3PO4, H4P2O7, H5P3O10 und höheren Polyphosphorsäuren. Eine wässrige Lösung kann auch durch Hydrolyse von Trimetaphosphorsäure oder Tetrametaphosphorsäure gewonnen werden.

## Verwendung
Das Natriumsalz der Triphosphorsäure (Pentanatriumtriphosphat) wird als Komplexbildner verwendet.